# 熊坂トンネル
熊坂トンネル（くまさかトンネル）は、長野県に作られた上信越自動車道に数あるトンネルのうちの1つである。手抜き工事が発覚したトンネルとして知られる。

## 概要
熊坂トンネルは長野県中野市北西部にあり長さは約800m。電波遮蔽対策実施済みのトンネルの1つで2005年度に実施された。

## トンネル長
- 上り線（長野方面） 811m
- 下り線（上越方面） 801m

## 手抜き工事
熊坂トンネルは手抜き工事が行われたトンネルとして知られ、このことは施工に関わった企業自身も認め謝罪した。このことに関する法学分野の論文も執筆されている。手抜き工事を許したことに関してトンネルを発注した東日本高速道路のトンネル工事の検査方法にも問題があったとされた。

## 隣
E18 上信越自動車道
(16)豊田飯山IC - 熊坂トンネル - 黒姫野尻湖PA - (17)信濃町IC